# Peixe-Boi

Peixe-Boi este un oraș în Pará (PA), Brazilia.